# Ткач Зінаїда Миколаївна
Зінаї́да Микола́ївна Ткач (березень 1912 , Ананьївський повіт, Херсонська губернія, Російська імперія  — невідомо ) — українська радянська діячка, голова колгоспу імені Чапаєва Ширяївського району Одеської області. Депутат Верховної Ради УРСР 1-го скликання.

## Біографія
Народилася в березні 1912 року в бідній селянській родині в селі Михайлівка, тепер у складі смт Ширяєве, Ширяївський район, Одеська область, Україна. Батько не мав власної землі та працював наймитом.
До 1929 року працювала у власному сільському господарстві, часто також наймитувала на поденних роботах у заможних селян.
З 1929 по 1933 рік працювала на різних роботах у колгоспі. З 1933 по 1936 рік була ланковою, а з 1936 по вересень 1937 року — помічником бригадира тютюнової бригади колгоспу імені Чапаєва Ширяївського району Одеської області. У 1937 році вступила до комсомолу.
З 1937 року — голова колгоспу імені Чапаєва Старомаяківської сільської ради Ширяївського району Одеської області.
26 червня 1938 року обрана депутатом Верховної Ради УРСР 1-го скликання по Андрієво-Іванівській виборчій окрузі № 106 Одеської області.
Під час німецько-радянської війни перебувала в евакуації в Седельниковському районі Омської області РРФСР.